# Saint-Andéol-de-Fourchades
Saint-Andéol-de-Fourchades település Franciaországban, Ardèche megyében. Lakosainak száma 53 fő (2022. január 1.). Saint-Andéol-de-Fourchades Arcens, Le Chambon, Dornas, Lachamp-Raphaël, Mariac, Sagnes-et-Goudoulet és Saint-Martial községekkel határos.

## Népesség
A település népessége az elmúlt években az alábbi módon változott:
| Lakosok száma | 131  | 104  | 99   | 61   | 57   | 56   | 53   | 54   | 55   | 53   |
|               | 1968 | 1982 | 1990 | 2006 | 2013 | 2015 | 2017 | 2019 | 2020 | 2022 |